# Irving Berlin
Irving Berlin, nacido Israel Isidore Baline (Maguilov, Bielorrusia, 11 de mayo de 1888-Nueva York, 22 de septiembre de 1989) fue un compositor y letrista de Broadway, nacionalizado estadounidense, uno de los más prolíficos y famosos de la historia contemporánea de América. Cuando le pidieron evaluar el lugar de Irving Berlin en la música americana, el compositor de canciones Jerome Kern dijo, inmediatamente, “Irving Berlin no tiene ningún 'lugar' en la música americana, Irving Berlin es la música americana."
Berlin fue uno de los pocos compositores de Tin Pan Alley/Broadway que escribieron tanto las letras como la música de sus canciones. Aunque no llegó a aprender nunca a leer música más allá de un nivel elemental, compuso alrededor de 3000 canciones (otras fuentes estiman 900 canciones), muchas de las cuales se convirtieron en canciones populares  como "Cheek to Cheek", "Puttin' on the Ritz", "Alexander's Ragtime Band", "Let's have another cup of coffee", "Let's face the music and dance", "There's No Business Like Show Business", "White Christmas" (Blanca Navidad) o Easter Parade (Desfile de Pascua) e himnos patrióticos como "God Bless America". Todas ellas dejaron una huella indeleble en la música y cultura estadounidense. Produjo 17 películas y 21 espectáculos de Broadway, además de sus canciones individuales.
Cuando estaba trabajando como camarero cantante en el Pelham's Cafe en Chinatown, Berlin fue requerido por el propietario para escribir una canción original para el café, debido a que un negocio rival tenía su propia canción publicada. "Marie from Sunny Italy" fue el resultado editándose pronto. Aunque solo ganó 37 centavos, le abrió las puertas de una nueva carrera y un nuevo nombre: Israel Baline fue erróneamente impreso como "I. Berlin" en la partitura.
Muchas de sus primeras canciones, entre ellas "Sadie Salome (Go Home)", "That Mesmerizing Mendelssohn Tune" y "Oh How That German Could Love" alcanzaron un modesto éxito tanto en forma de partituras, de grabaciones, en el escenario del vodevil, o como interpolaciones en diversos espectáculos; pero fue "Alexander's Ragtime Band", escrita en 1911, la que lo catapultó como una de las más importantes estrellas de Tin Pan Alley. Richard Corliss, en un retrato de Berlin en Time Magazine en 2001, escribió: 
Alexander's Ragtime Band (1911). Era una marcha, no un rag, cuya pericia musical comprendía menciones del toque de corneta y de [la canción popular] Swanee River. Pero la melodía, que revivió el fervor por el ragtime que Scott Joplin había disparado una década antes, convirtió a Berlin en una estrella de la composición. En su primera publicación, cuatro versiones del tema alcanzaron los puestos # 1, # 2, # 3 y # 4 en las listas de éxitos. Bessie Smith, en 1927, y Louis Armstrong, en 1937, copaban el top 20 con sus interpretaciones. En 1938 la canción fue de nuevo # 1, en un dúo entre Bing Crosby y Connee Boswell; otro dúo de Crosby, esta vez con Al Jolson, encabezó el top 20 en 1947. Johnny Mercer diseñó una versión swing en 1945 y Nellie Lutcher la situó en la lista de R&B en el (# 13) en 1948. Si se añade la versión de 1959 de Ray Charles para big band, "Alexander" tuvo una docena de versiones exitosas en menos de medio siglo (véase  Archivado el 4 de febrero de 2011 en Wayback Machine.).

## Obras para el ámbito musical
Tras el éxito de "Alexander", se rumoreó que Berlin estaba escribiendo una ópera ragtime, continuo escribiendo canciones como Simple Melody, sin embargo produjo su primera obra extensa para los escenarios musicales, "Watch Your Step" (1914), protagonizada por Irene y Vernon Castle, la primera comedia musical en hacer un uso penetrante de los ritmos sincopados. Un espectáculo similar titulado "Stop! Look! Listen!" siguió a aquel en 1915.
En 1917, durante la Primera Guerra Mundial, entró en el ejército estadounidense y llevó al escenario una revista musical Yip Yip Yaphank mientras estuvo en Camp Upton en Yaphank, Nueva York. Presentada como "un lío militar cocinado por los chicos de Camp Upton", el reparto del espectáculo se formó con 350 miembros de las fuerzas armadas. La revista fue un tributo patriótico al ejército estadounidense, y Berlin compuso una canción titulada "God Bless America" para el espectáculo, aunque finalmente no hizo uso de ella. Cuando fue publicada años después, "God Bless America" se hizo tan popular que se sugirió que podría llegar a ser el himno nacional. Ha permanecido hasta hoy como una de las canciones de mayor éxito y más conocidas en todos los Estados Unidos. Es particularmente recordada la interpretación de la misma que se realizó tras el ataque terrorista del 11 de septiembre de 2001, cuando miembros del congreso la cantaron en las escaleras del capitolio.  Algunas canciones de la revista Yaphank fueron más tarde incluidas en la película de 1943 This Is the Army, en la que también aparecían otras canciones de Berlin, tanto la canción que da título al film como una versión de "God Bless America" por Kate Smith.
Tras la guerra, Berlin construyó su propio teatro, el Music Box, como local para revistas anuales que incorporaban sus últimas canciones; la primera de esas revistas fue "The Music Box Revue of 1921." El teatro está todavía en uso, ocasionalmente. Aunque la mayoría de sus obras para el escenario de Broadway tomaron la forma de revistas --  colecciones de canciones sin un tema común -- escribió unos cuantos book shows. The Cocoanuts (1925) fue una comedia, con un reparto en el que aparecían, entre otros, los hermanos Marx.

### Face the music
Face the music (1932) era una sátira política con un libreto de Moss Hart, y Louisiana Purchase (1940) era una sátira de un político sureño, obviamente basada en las proezas de Huey Long. As Thousands Cheer (1933) era una revista de un tema; cada número era presentado como la sección de un periódico, alguno de ellos tocando asuntos del momento. El espectáculo presentaba una sucesión de canciones exitosas, como "Easter Parade", "Heat Wave" (presentada como el pronóstico del tiempo), "Harlem on My Mind" y la que quizá es su balada más poderosa, "Supper Time", una atormentada canción sobre el fanatismo racial, con un peso inusual en una revista musical y que fue cantada por Ethel Waters en una desgarradora interpretación.
Durante la Segunda Guerra Mundial, tras recibir un permiso del general George Marshall, Berlin organizó una revista toda de soldados con el espíritu del Yip Yip Yaphank. This Is the Army se estrenó el 4 de julio de 1942 con un reparto de más de 300 soldados, y permaneció en el escenario durante tres años, primero en Broadway, luego en una gira por los Estados Unidos y después en el extranjero.

### Annie get your gun 1946
El musical de Broadway más exitoso de Berlin fue Annie Get Your Gun (1946), producido por Richard Rodgers y Oscar Hammerstein II. Basado libremente en la vida de la tiradora Annie Oakley, la música y las letras fueron escritas por Berlin, con un libreto de Herbert Fields y de su hermana Dorothy Fields. Berlin había sido contratado tras fallecer Jerome Kern. En principio, rechazó el ofrecimiento, afirmando que no sabía nada de música hillbilly, pero el espectáculo terminó por cumplir las 1147 representaciones. Se sabe que la canción de la tiradora, "There's No Business Like Show Business", estuvo a punto de no ser incluida en el espectáculo porque Berlin tenía la impresión equivocada de que no le gustaba a Rodgers y Hammerstein. Mientras la escribía su secretaria le había dicho: "¿Y tu le llamas a eso una canción?", Berlin respondió: "Ya verás cuando el orquestador haga resaltar las armonías", sin embargo la desechó en un principio y finalmente la rescató. Annie Get Your Gun está considerado el mejor musical de Berlin no solo por la cantidad de éxitos musicales que contiene sino porque sus canciones combinan acertadamente la descripción de los personajes con la ayuda al desarrollo de la historia.

### Otros
El siguiente espectáculo de Berlin, Miss Liberty (1949), fue un relativo fracaso. Call Me Madam (1950), con Ethel Merman interpretando a Perle Mesta, funcionó algo mejor, pero su último espectáculo Mr. President (1962) fue un fracaso tan enorme que llevó a Berlin a retirarse de la escena pública.

## Berlin y Hollywood
En 1927, una de las canciones de Berlin, "Blue Skies", un éxito desde 1926, fue interpretada en la primera película hablada, The Jazz Singer, cantada por Al Jolson. 
Top Hat (1935) fue la primera de una serie de películas musicales fomentadas por Berlin que contó con la presencia de intérpretes populares y atractivos (como Bing Crosby, Fred Astaire, Judy Garland y Ginger Rogers), con argumentos románticos y una banda sonora a base de sus nuevas y viejas canciones. Otras películas de este tipo serían On the Avenue (1937), Holiday Inn (1942), Blue Skies (1946) y Easter Parade (1948). La versión fílmica de This Is the Army (1943), que contó con la presencia del mismo Berlin cantando "Oh, How I Hate to Get Up in the Morning", fue un éxito, pero otras versiones de sus musicales, como Annie Get Your Gun (1950) y Call Me Madam (1953), fueron menos exitosas que sus espectáculos explícitamente escritos para Hollywood.

### White Christmas (Blanca Navidad)
La película Holiday Inn contenía "White Christmas", una de las canciones más grabadas de la historia. En esa película, la cantaba Bing Crosby por primera vez, y vendió unos 30 millones de copias una vez que se grabó independientemente. La canción fue reutilizada como el título del musical White Christmas, en el que participaban Crosby, Danny Kaye, Rosemary Clooney y Vera-Ellen. El sencillo de Crosby fue reconocido como el más vendido en cualquier categoría durante más de 50 años, hasta que en 1997 la canción de Elton John en homenaje a Diana de Gales, "Candle In the Wind", lo superó. No obstante debido a la falta de actualización se tenía entendido  que Candle In the Wind superaba a Crosby y este se situaría en 2 lugar pero en las dos últimas  actualizaciones realizada en el 2002 y 2009 finalmente se concluyó que Crosby es el mayor vendedor de Single en el mundo con White Christmas vendiendo millones de copias adicionales lo ya establecido a  a través de sus múltiples apariciones en recopilatorios, entre los que se incluyen el propio Merry Christmas de Crosby, editado en 1949.
La versión más familiar de "White Christmas" no es, con todo, la de Holiday Inn. Crosby fue llamado otra vez a los estudios de Decca el 19 de marzo de 1947 para volver a grabar el tema, debido a que la toma principal de 1942 se había terminado por estropear debido a su uso frecuente. Las condiciones de grabación incluyeron la presencia, igual que en el original de la John Scott Trotter Orchestra y de las Ken Darby Singers. La grabación resultante es la que es, en realidad, la más conocida para el público.
"White Christmas" ganó el Óscar a la Mejor Canción original, una de las siete nominaciones que recibió el compositor a lo largo de su carrera. Es el único ganador en la historia de los premios que leyó su propio nombre como ganador en una categoría en la noche de entrega de los mismos.
Su amigo y colega Jule Styne dijo de él que "It's easy to be clever. But the really clever thing is to be simple." Preguntado acerca del lugar de Berlin en la música norteamericana, Jerome Kern dijo que no lo tenía pues "Irving Berlin is American music." (Irving Berlin es la música americana).

## Vida privada

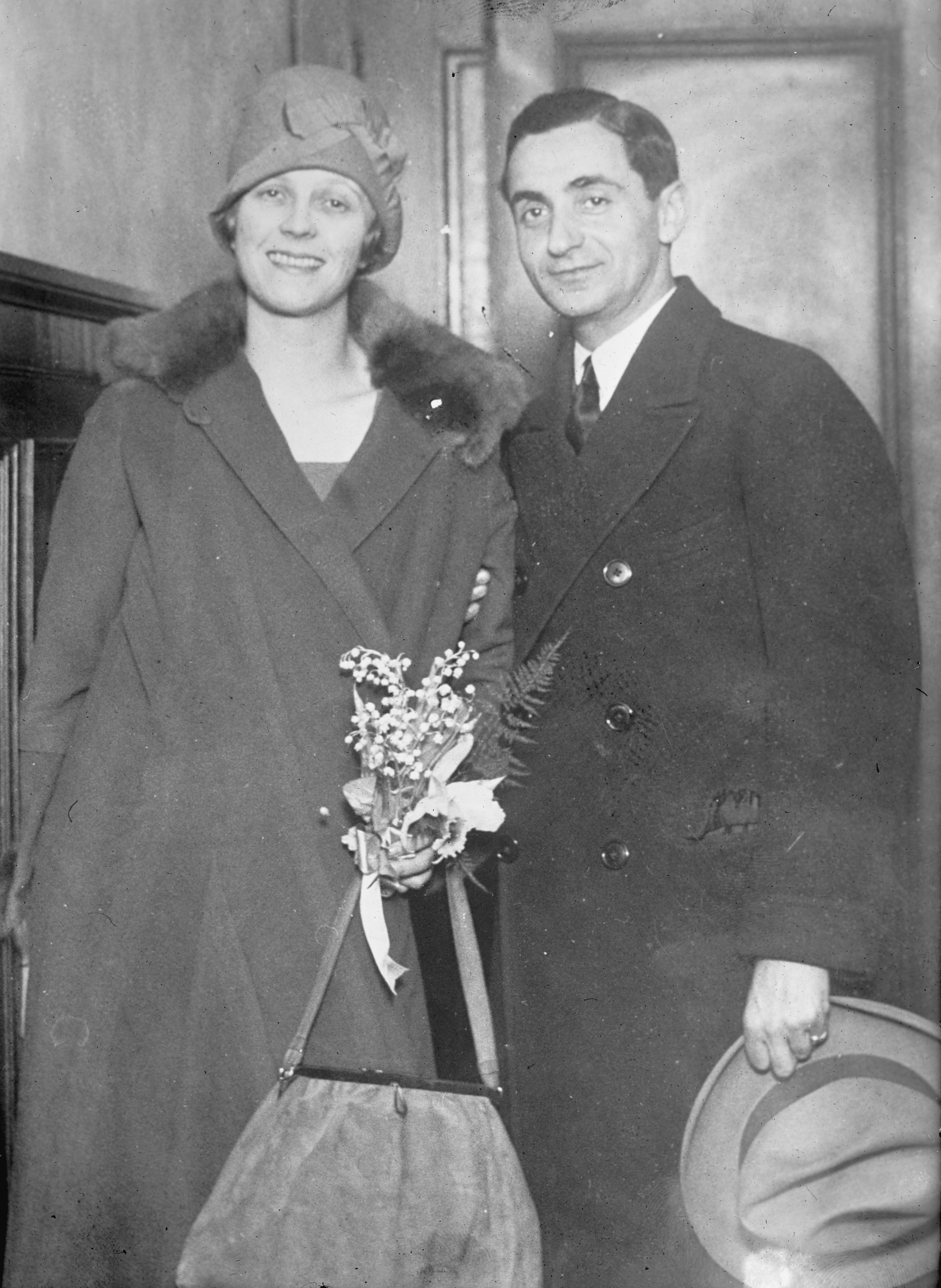
Berlin con su esposa Ellin Mackay hacia 1920.

Berlin se casó en dos ocasiones. Su primera mujer, la cantante Dorothy Goetz, hermana del compositor E. Ray Goetz, contrajo neumonía y fiebre tifoidea en su viaje de luna de miel a Cuba, y murió cinco meses después de la boda en 1912 a la edad de veinte años. Su muerte inspiró la canción de Berlin "When I Lost You", que se convirtió en uno de sus primeros éxitos. Curiosamente, un año antes de la muerte de Dorothy Berlin, Irving Berlin, E. Ray Goetz y Ted Snyder coescribieron una canción llamada "There's a Girl in Havana" (Hay una chica en La Habana).
Su segunda mujer fue Ellin Mackay, una católica irlandesa-estadounidense y heredera de la fortuna minera de Comstock Lode, así como escritora vanguardista que había publicado en The New Yorker. Se casaron en 1926, con la oposición de sus respectivas familias, que objetaron motivos religiosos, llegando el padre de ella, Clarence Mackay, un ferviente católico, a desheredarla.
Sin la dispensa de la Iglesia, tuvieron que casarse en una ceremonia civil el 4 de enero de 1926 y fueron inmediatamente rechazados por sectores antisemitas de la sociedad: a Ellin, por ejemplo, se le anuló la invitación para la boda de su amiga Consuelo Vanderbilt, aun no siendo esta católica. Económicamente, no tuvieron problemas, pero Berlin asignó a su mujer los derechos de su canción "Always", que le rendiría constantemente grandes beneficios.
La pareja tuvo tres hijas —Mary Ellin Barrett, Linda Emmett y Elizabeth Peters— y un hijo, Irving Berlin, Jr., que murió de niño un día de Navidad.
El patriotismo de Berlin fue real y profundo. Demasiado mayor para el servicio militar cuando su país entró en la Segunda Guerra Mundial en 1941, dedicó su tiempo y energía a escribir nuevas canciones patrióticas, como "Any Bonds Today?", donando los beneficios de This Is the Army al propio ejército, y entreteniendo a las tropas con una compañía itinerante de ese espectáculo, en la que él era un miembro más. Tras las actuaciones en los Estados Unidos, el espectáculo fue a Londres en 1943, en un momento en que la ciudad estaba todavía bajo los ataques alemanes. Tras una gira por las islas británicas, el espectáculo se desplazó al norte de África y después a Italia, tocando en Roma solo semanas después de que la ciudad fuese liberada. Luego fueron a Oriente Medio y el Pacífico, donde las actuaciones se realizaron a menudo cerca de zonas de combate. En reconocimiento a esta importante y valiente contribución a la moral de las tropas, al final de la guerra Berlin fue reconocido con la Medalla al Mérito por el presidente Truman.
Políticamente conservador, Berlin apoyó la candidatura presidencial del general Dwight Eisenhower, y su canción "I Like Ike" tuvo una amplia presencia en la campaña de Eisenhower. En sus últimos años se hizo también conservador en sus apreciaciones musicales; no hizo uso de los nuevos estilos emergentes en Estados Unidos durante los años cincuenta y sesenta, como el rock and roll y prácticamente abandonó la composición tras el fracaso de su musical Mr. President en 1962. En 1968, Berlin fue galardonado con el Premio Grammy a los logros de toda una carrera (Grammy Lifetime Achievement Award). Convirtiéndose virtualmente en un recluso en sus últimos años de vida, Berlin no asistió a la fiesta por su 100 cumpleaños. Sin embargo, sí asistió a las celebraciones por el centenario de la Estatua de la Libertad en 1986.
Berlin murió de un ataque al corazón en Nueva York a los 101 años y fue enterrado en el Woodlawn Cemetery en el Bronx, Nueva York.

## Premios y distinciones
Premios Óscar
| Año  | Categoría              | Canción                                 | Película              | Resultado |
| ---- | ---------------------- | --------------------------------------- | --------------------- | --------- |
| 1936 | Mejor canción original | «Cheek to Cheek»                        | Sombrero de copa      | Nominado  |
| 1939 | Mejor argumento        | -                                       | La banda de Alexander | Nominado  |
| 1939 | Mejor canción original | «Change Partners»                       | Amanda                | Nominado  |
| 1939 | Mejor canción original | «Now It Can Be Told»                    | La banda de Alexander | Nominado  |
| 1940 | Mejor canción original | «I Poured My Heart into a Song»         | Second Fiddle         | Nominado  |
| 1943 | Mejor canción original | «White Christmas»                       | Holiday Inn           | Ganador   |
| 1947 | Mejor canción original | «You Keep Coming Back Like a Song»      | Blue Skies            | Nominado  |
| 1955 | Mejor canción original | «Count Your Blessings Instead of Sheep» | Navidades Blancas     | Nominado  |

Premios Óscar
| Año  | Categoría       | Película    | Resultado |
| ---- | --------------- | ----------- | --------- |
| 1943 | Mejor argumento | Holiday Inn | Nominado  |